# Крайтон-Стюарт, Джон, 6-й маркиз Бьют
Джон Крайтон-Стюарт, 6-й маркиз Бьют (англ. John Crichton-Stuart, 6th Marquess of Bute; 27 февраля 1933 — 21 июля 1993) — шотландский пэр, благотворитель и покровитель искусств. Он был широко известен либо как Лорд Бьют или просто Джон Бьют.

## Биография
Родился 27 февраля 1933 года в Мейфэре, Лондон , за пятнадцать минут до своего брата-близнеца Дэвида. Старший сын Джона Крайтона-Стюарта, 5-го маркиза Бьюта (1907—1956), и леди Эйлин Форбс (1912—1993), младшей дочери Бернарда Форбса, 8-го графа Гранарда, и Беатрис Миллс Форбс, американской светской львицы, которая была дочерью Огдена Миллса .
Он был известен как лорд Кардифф перед смертью его деда в 1947 году, когда он стал графом Дамфрис. Он учился в колледже Амплфорт и, после национальной службы в Шотландской гвардии, изучал историю в Тринити-колледже, Кембридж. В Кембридже он посещал лекции по изобразительному искусству Николауса Певзнера.
Джон Крайтон-Стюарт был частным человеком, который избегал публичности и грандиозных жестов и отказался принимать участие в деятельности Палаты лордов на том основании, что «сцена» была неконгениальной. После своего второго брака он восстановил Маунт-Стюарт-хаус на острове Бьют.
После смерти своего отца в 1956 году, Джон Крайтон-Стюарт унаследовал его титулы, а также поместья в Уэльсе, Англии и Шотландии, в том числе шесть замков и весьма уважаемую коллекцию европейских картин. Чтобы уладить дела со смертью, он продал собственность в Кардиффе городской корпорации и перевел Дома Роберта Адама на южной стороне Шарлотт-сквер, Эдинбург в Национальный фонд для Шотландии. На северную сторону он перенес центральный павильон (5/6/7): площадь Шарлотт, 6, которую он также перенес, стала официальной резиденцией государственного секретаря по делам Шотландии и известен как Бьют-хаус из-за своей связи с ним. № 7 открыт для публики в качестве Георгианский дом.
В 1982 году он был избран членом Эдинбургского Королевского общества. Его товарищами были сэр Элвин Уильямс, Фрэнк Уиллетт, Колин Томпсон, Р. Г. У. Андерсон, К. Д. Уотерстон и Чарльз Кембалл.
С 1983 по 1988 год он был председателем Совета по историческим зданиям, предшественника Исторической среды Шотландии.
Он занимал должности лорда-лейтенанта Бьютшира (1967—1974), а Аргайла и Бьюта (1990—1993). Как владелец компании Bute Fabrics, крупнейшего работодателя на острове Бьют, Крайтон-Стюарт переключил внимание компании на дизайнерские ткани и современную мебель.
Он занимал должность в Национальный фонд для Шотландии за двадцать пять лет, в то время как его членский состав увеличился в пять раз. С 1985 года он был председателем попечительского совета Национальные музеи Шотландии, обеспечение финансирования новой западной пристройки к Королевскому Шотландскому музею на Чемберс-стрит в Эдинбурге, теперь известной как Музей Шотландии. Несмотря на противодействие со стороны Принц Чарльз, он обеспечил продолжение проекта и увидел закладку первого камня в апреле 1993 года, незадолго до своей смерти.
Джон Крайтон-Стюарт скончался от рака в Маунт-Стюарт-хаусе 21 июля 1993 года.

## Семья
19 апреля 1955 года первым браком он женился на Беатрис Николе Грейс Уэлд-Форестер (род. 19 ноября 1933), дочери Вулстана Бомонта Чарльза Уэлд-Форестера и жены Энн Грейс Кристиан Стирлинг-Хоум-Драммонд-Морей. Супруги развелись в 1977 году. У них было четверо детей:
- Леди София Энн Крайтон-Стюарт (род. 27 февраля 1956)[1], жена рок-музыканта Джимми Бэйна с 1979 по 1988 год[7].
- Леди Кэролайн Эйлин Крайтон-Стюарт (21 февраля 1957—1984)[1]
- Джон Крайтон-Стюарт, 7-й маркиз Бьют (26 апреля 1958 — 22 марта 2021), также известен как автогонщик под именем Джонни Дамфрис или Джон Бьют
- Лорд Энтони Крайтон-Стюарт (род. 14 мая 1961)[1]. С 1990 года женат на Элисон Джей Брюс, от брака с которой у него трое детей.

В 1978 году он женился вторым браком на Дженнифер Хоум-Ригг, дочери Джона Хоум-Ригга и бывшей жены Джеральда Перси (1925—2005). Дженнифер, маркиза Бьют, является покровительницей Королевский Каледонский бал.

## Назначения
- Председатель Совета графства Бьютшир (1967—1970)
- Комиссия по сельским районам Шотландии (1970—1978)
- Комиссия по развитию (1973—1978 годы)
- Совет по развитию нефтяной промышленности Шотландии (1973—1978 годы)
- Совет Королевского общества искусств (1990—1992)
- Правление Британского совета (1987—1992)
- Постоянный комитет Шотландии по добровольной международной помощи, Председатель/Президент (1964—1968/1968-1975)
- Шотландский комитет Национального фонда исследований заболеваний, приводящих к инвалидности (1966—1993 годы), председатель
- Консультативный совет музеев (Шотландия), председатель (1984—1985)
- Совет по историческим зданиям от Шотландии (1983—1988 годы), председатель
- Национальные галереи Шотландии, Попечитель (1980—1987)
- Королевское общество Эдинбурга (1992).